# Haley Webb
Haley Webb (25 de novembre de 1985) és una actriu i cineasta estatunidenca. Actua principalment en cinema i televisió i és la fundadora de la productora Legion of Horribles. Ha aparegut en pel·lícules independents com "Killer Cove", Sugar Mountain, Rushlights, On the Inside, The Final Destination i la sèrie de MTV Teen Wolf.

## Biografia
Webb va créixer a Woodbridge, Virgínia, on va ser la capitana de l'equip de ball de la seua escola, i també va obtenir el seu cinturó negre de primer grau en Tae Kwon Do. El 2001, es va traslladar a San Diego, Califòrnia i va estar activa al departament de teatre de la seua escola secundària on va guanyar diversos premis per les seues actuacions en produccions de Rumors i La Bella i la Bèstia. El 2003, va competir al Talent America Competition, guanyant la regió occidental dels Estats Units en dansa i interpretació, i va ser descoberta pel director/gerent de càsting Gary Shaffer. Més tard aquell any es va traslladar a Los Angeles i va començar a estudiar amb l'instructor d'actuació Howard Fine i a Joanne Baron / D.W. Brown Acting Studio.
Va debutar com a directora amb el curtmetratge Patti del 2012, sobre la vida i l'obra de la músic Patti Smith, en el qual va interpretar el paper homònim. També va exercir com a productora, editora, decoradora d'escenaris, editora de so i costumista.

## Vida privada
Webb és obertament bisexual i està casada amb el documentalista i fotògraf Alexander Drecun. A principis del 2021, va donar a llum el primer fill amb ell.